# Monumento nacional de Escocia
El Monumento nacional de Escocia (en inglés: National Monument of Scotland) se localiza en la colina de Calton en Edimburgo, se trata del monumento nacional de Escocia a los soldados escoceses y los marineros que murieron luchando en las guerras napoleónicas. La intención era, según la inscripción, ser "un monumento del pasado y de incentivo para el heroísmo futuro de los hombres de Escocia".
El monumento domina la cima de la colina de Calton, justo al este de la calle Princes. Fue diseñado entre 1823 y 1826 por Charles Robert Cockerell y William Henry Playfair, se basa en el Partenón de Atenas. La construcción comenzó en 1826 y debido a la falta de fondos, quedó inconcluso en 1829.